# 卡尚布
卡尚布是巴西米纳斯吉拉斯州的一个市镇。总面积100.203平方公里，总人口21514人，人口密度214.7人/平方公里。